# Інгредієнти косметики

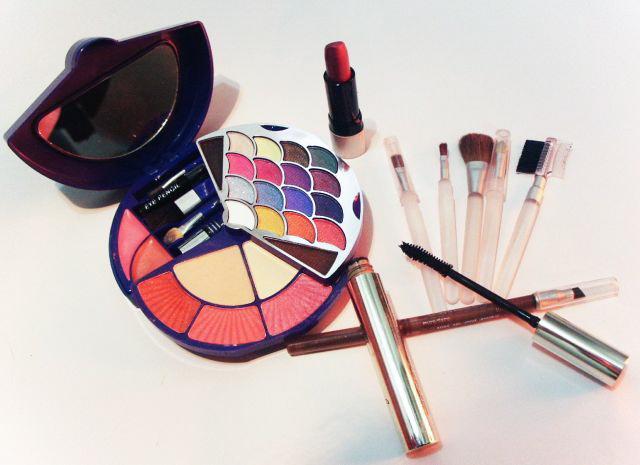
Косметика

Інгредієнти косметики надходять із різних джерел. У косметиці часто використовуються яскраві кольори, отримані з різних джерел, від подрібнених комах до іржі.
Косметика в різноманітних формах походить від ранніх цивілізацій, причому потреба прикрасити особистий зовнішній вигляд була важливим фактором для приваблення партнера. З роками інгредієнти значно змінилися, завдяки винаходженню нових способів створити аромати та косметичні формули. Усвідомлення небезпеки багатьох поширених інгредієнтів також сильно вплинуло на розвиток галузі. Давньоєгипетська аристократія використовувала мінерали для надання кольору та чіткості своїм обличчям. В еліністичну епоху були поширені фарби для обличчя, тоді як косметика в Стародавньому Римі містила крохмаль, оливкову олію, бджолиний віск, шафран, трояндову воду та свинець.